# 同文街
同文街（英語：Tung Man Street）是位於香港港島中環的街道，位於現今中環中心一帶，本來連接皇后大道中與德輔道中，以販賣化工原料聞名，故又名化工原料街、工業原料街或原料街。後因1990年代市區重建計劃（今中環中心）而遷拆；街道則只剩下接近德輔道中的一截。

## 因同一重建計劃遭拆遷的街道
- 永安街
- 機利文街
- 興隆街

## 另見
- 香港街道別名#已拆

## 外部連結
- 「築電之旅」尋覓消失中的香港